# Simon Spillett
Simon Richard Spillett (* 4. November 1974 in Chesham) ist ein britischer Jazzmusiker (Tenorsaxophon) und Jazzautor.

## Leben und Wirken
Spillett wuchs in einer Musikerfamilie auf; sein Vater ist semiprofessioneller Posaunist und trat mit Tony Coe, Jimmy Skidmore und Lol Coxhill auf. Er wurde als Kind an die Musik herangeführt, spielte zunächst Blechblasinstrumente und sang im Schulchor. Mit 16 Jahren wechselte er zum Altsaxophon. Vermittelt durch seinen ersten Tutor Vic Ash hörte er sehr früh anderen Musikern aufmerksam zu, sowohl bei Konzerten als auch auf Platte. Durch das Abhören von Tonträgern hatte Spillett viele frühe Einflüsse, darunter John Coltrane, Johnny Griffin, Sonny Rollins, Ben Webster und insbesondere seinen Landsmann Tubby Hayes. Auch trat er mit Dick Morrissey, Art Themen, Spike Robinson und Duncan Lamont auf.
Im Alter von 21 Jahren wurde Spillett zum professionellen Musiker. Er wurde Mitglied der BBC Big Band und baute sich im Laufe des nächsten Jahrzehnts mit seinem erfinderischen und originellen Spiel einen guten Ruf bei Musikern und Publikum auf. Spillett bildete ein Quartett mit John Critchinson, Andy Cleyndert und Martin Drew, das seit Mitte des ersten Jahrzehnts im neuen Millennium vor einem ständig wachsenden Publikum, hauptsächlich in Großbritannien, auftrat (manchmal mit Spike Wells als Ersatz für Drew). Es legte mehrere Platten vor, die gute Kritiken erhielten.
2013 war Spillett Teil der kooperativen Band Standard Miles (mit Henry Lowther, John Critchinson, Dave Green und Trevor Tomkins), die orientiert am Spiel des Quintetts von Miles Davis zur Attraktion bei britischen Festivals wurde. Bis Ende 2017 bestand sein Quartett aus John Critchinson, Alec Dankworth und Clark Tracey.
Daneben schreibt Spillett auch kenntnisreich über den Jazz, insbesondere Artikel über britische Saxophonisten für Record Collector, Jazz Rag, Jazzwise und Jazz Journal, legte aber 2015 auch eine Biographie über Tubby Hayes vor, von der 2017 eine zweite, erweiterte Auflage erschien.

## Preise und Auszeichnungen
2007 erhielt Spillet den BBC Jazz Award als „Rising Star“. Sein Quartett-Album Sienna Red gewann den Kritikerpoll des Jazz Journal International als „bestes Jazz-Album 2008/9“. 2011 wurde er als bester Tenorsaxophonist bei den British Jazz Awards geführt; 2016 wurde er mit dem British Jazz Award wegen seiner Verdienste um den britischen Jazz ausgezeichnet.

## Diskographische Hinweise
- Introducing Simon Spillett (Woodville Records 2006)[2]
- Sienna Red (Woodville Records 2007)
- Square One (Gearbox Records 2013)